# Astrakhan Airlines
Astrakhan Airlines (Russisch: Авиакомпания Астраханские авиалинии) (ICAO: ASZ, IATA: OB) was een Russische luchtvaartmaatschappij die haar thuisbasis heeft in Astrachan. Van daaruit voert ze lijn-, charter- en vrachtdiensten uit in zowel binnen- als buitenland. De luchtvaartmaatschappij is opgericht in 1994, als afsplitsing van de Astrakhan Airport. In 2005 werden alle activiteiten gestaakt na een fusie met Aircompany Karat.

## Diensten
Astrakhan Airlines voert geen lijndiensten meer uit: (juli 2007)

## Vloot
De vloot van Astrakhan Airlines bestond uit de volgende toestellen: (januari 2005)
- 3 Antonov AN-24RV
- 3 Tupolev TU-134A